# Monako na Mistrzostwach Świata w Lekkoatletyce 2019
Monako na Mistrzostwach Świata w Lekkoatletyce 2019 – reprezentacja Monako podczas mistrzostw świata w Doha liczyła tylko jedną zawodniczkę, sprinterkę Charlotte Afriat.

## Skład reprezentacji

### Kobiety
| Zawodniczka      | Konkurencja   | Eliminacje | Eliminacje | Półfinał | Półfinał | Finał | Finał   |
| Zawodniczka      | Konkurencja   | Wynik      | Pozycja    | Wynik    | Pozycja  | Wynik | Pozycja |
| ---------------- | ------------- | ---------- | ---------- | -------- | -------- | ----- | ------- |
| Charlotte Afriat | Bieg na 100 m | 12.67      | 45.        | NQ       | NQ       | NQ    | NQ      |